# Vickers Warwick
Il Vickers Warwick era un aereo bimotore inglese, realizzato nella seconda metà degli anni trenta, che prendeva il nome da quello di una città dell'Inghilterra. Inizialmente progettato come bombardiere, venne invece impiegato come ricognitore, trasporto e per il soccorso marittimo.

## Storia

### Sviluppo
Il progetto del Vickers Type 284 nacque in risposta alla specifica B.1/35 emessa dall'Air Ministry nel 1935: questa richiedeva la realizzazione di velivoli propulsi da due motori della potenza di 1 000 hp, in grado di trasportare 2 000 lb di bombe (907 kg) con un'autonomia di 1 500 mi (poco più di 2 400 km) alla velocità di 195 mph (circa 314 km/h).
Si trattava, nella sostanza, di una specifica superata dai fatti in quanto già i bombardieri realizzati sulla base della precedente B.9/32 (risalente, appunto, al 1932) superavano queste prestazioni; la prima stesura del progetto del Warwick venne pertanto rivista riprendendo molte delle soluzioni già presenti nel Wellington (sviluppato proprio in base alla specifica B.9/32). Così mentre il Type 284 diede origine al Warwick, il Type 285 (più piccolo nelle dimensioni) divenne il primo esemplare di Wellington.
Anche il Warwick (come il Wellington) faceva ricorso alla caratteristica struttura geodetica, già sperimentata dalla Vickers con il Wellesley mentre, per quanto riguarda le unità motrici, era previsto che fossero due Rolls-Royce Vulture (come per l'altro bombardiere progettato in risposta alla specifica B.1/35, l'Avro Manchester). In questa configurazione il prototipo del Warwick venne portato in volo per la prima volta il 13 agosto del 1939.
Il Vulture, che con i suoi 24 cilindri ad X avrebbe dovuto fornire potenze di circa 1 700 hp, non raggiunse mai un livello di affidabilità accettabile ed il suo sviluppo venne abbandonato. Mentre nel caso del Manchester si decise di sostituire i due Vulture con quattro Merlin (dando così origine all'Avro Lancaster), nel caso del Warwick si optò (almeno inizialmente) per l'impiego di due radiali a 18 cilindri Bristol Centaurus.
Il nuovo prototipo (assunta la sigla Type 401) venne portato in volo il 5 aprile 1940 ma, sempre alla ricerca di propulsori dotati di maggiore potenza, in un secondo tempo venne decisa l'installazione di due Pratt & Whitney Double Wasp (anche in questo caso radiali, a 18 cilindri). In base a questa ulteriore modifica la realizzazione del progetto slittò di un altro anno: a questo punto erano ormai già entrati in servizio i nuovi quadrimotori Halifax e Stirling (e presto sarebbe divenuto operativo il Lancaster) ed era pertanto superata la necessità del bombardiere pesante previsto dalla specifica originaria. Malgrado ciò venne comunque avanzata la richiesta per la costruzione di 150 Warwick Mk.I (motorizzati con i Double Wasp) e 100 Mk.II (dotati dei Centaurus); in realtà vennero prodotti solamente 16 esemplari di Mk.I ed 1 di Mk.II.
Malgrado l'inizio stentato, il Warwick trovò una propria collocazione a partire dal 1943 quando si decise di destinarlo a compiti di trasporto, ricognizione e soccorso marittimo; in diverse versioni venne complessivamente prodotto in 845 esemplari.
Anche nel caso del Warwick venne realizzata una versione dotata di quattro motori che, risultando molto diversa dalla macchina originale, assunse la definizione di Vickers Windsor.

### Descrizione tecnica

#### Struttura
Bimotore ad ala media, il Warwick era realizzato con la tecnica costruttiva della struttura geodetica: in sostanza la fusoliera e le ali erano interamente composte da travi ed elementi (realizzati in duralluminio) collegati fra loro seguendo linee geodetiche che costituivano, con il loro intreccio, sia la struttura che la forma esterna del velivolo. Allo scheletro del velivolo così realizzato veniva poi incollato un rivestimento di tela ricoperto di lacche nitrocellulose.

#### Motore
Il Warwick nasceva, secondo la specifica originaria, per alloggiare una coppia di motori Rolls Royce Vulture che, nelle previsioni del costruttore, avrebbero dovuto sviluppare una potenza di circa 1 700 hp; il propulsore in questione non raggiunse mai livelli di affidabilità adeguati ed il suo sviluppo venne abbandonato, non senza causare ritardi nella realizzazione del Warwick (e degli altri velivoli che avrebbe dovuto equipaggiare).
La Vickers decise perciò di procedere con l'installazione di motori radiali, optando inizialmente per i Bristol Centaurus e proseguendo, nel secondo prototipo, con gli statunitensi Pratt & Whitney Double Wasp. Questi due motori vennero impiegati su tutta la produzione del Warwick, caratterizzando ora una ora l'altra versione ed arrivando a sviluppare potenze nell'ordine dei 2 500 hp.

#### Armamento
Nel ruolo originario di bombardiere, il Warwick era armato con 8 mitragliatrici da .303 in (pari a 7,7 mm) disposte in una torretta all'estremità di coda della fusoliera (dotata di quattro armi), una torretta dorsale ed una torretta sul muso (le ultime due ospitavano due mitragliatrici ciascuna). Poteva inoltre trasportare fino a 15 200 lb di bombe. Alcune delle versioni da ricognizione marittima erano inoltre equipaggiate con una Leigh light (un proiettore da ricerca da 22 milioni di candele).

#### Equipaggiamenti di soccorso

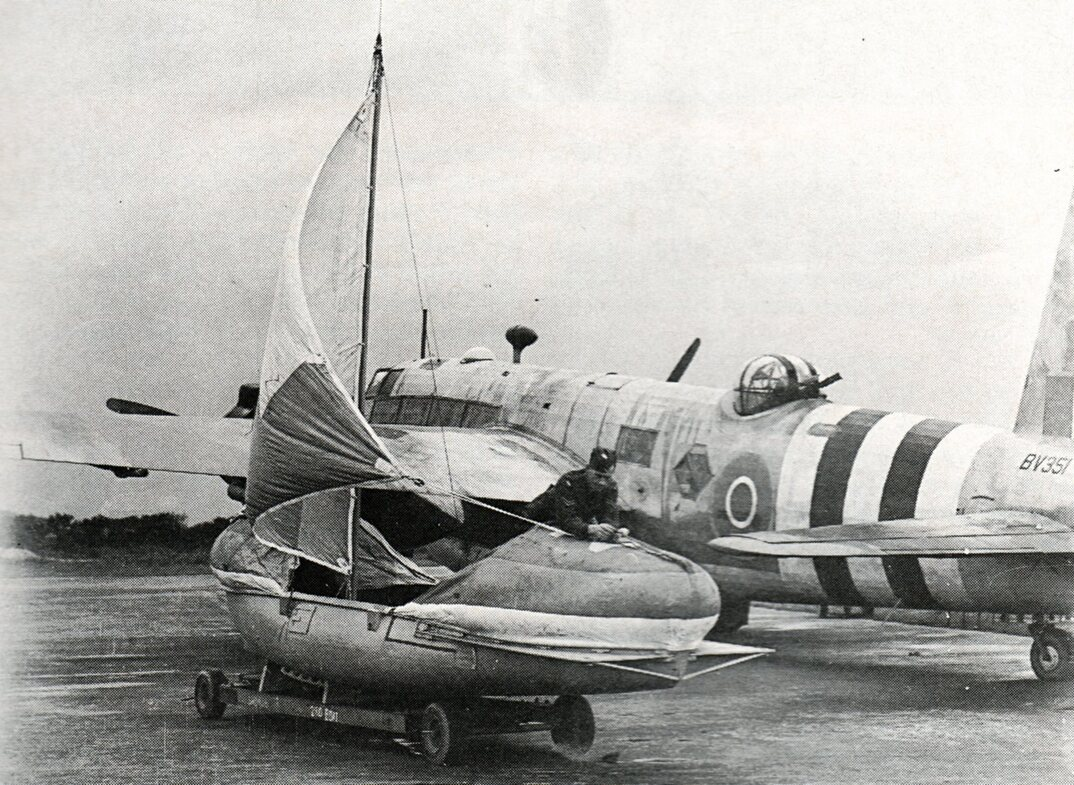
Una scialuppa di salvataggio a fianco di un Vickers Warwick.

A seconda delle versioni, i Warwick potevano trasportare set di equipaggiamento da soccorso Lindholme (consistenti in un gommone, cibo, acqua, segnali di soccorso e cassetta di primo soccorso), una o due scialuppe di salvataggio di tipo Mk I oppure una sola (più pesante) di tipo Mk II.

### Impiego operativo
La consegna del Warwick ai reparti della RAF per la valutazione del velivolo avvenne a partire dal luglio del 1942; a causa dell'entrata in servizio dei più capaci bombardieri quadrimotore, l'impiego operativo nel ruolo originariamente previsto venne scartato per cui, dopo la realizzazione di soli 16 esemplari, gli esemplari già ordinati (in totale 250) vennero destinati a compiti di trasporto (previa la rimozione dell'armamento), di ricognizione marittima e di soccorso in mare.
Nel primo caso i Warwick entrarono inizialmente in servizio con la compagnia civile BOAC e successivamente trasferiti alla RAF.
I Warwick del Coastal Command vennero accreditati di diversi salvataggi in mare di equipaggi di bombardieri abbattuti e, in particolare nel corso dell'Operazione Market Garden, di diversi equipaggi degli alianti Hamilcar.
I Warwick rimasero in servizio con la RAF fino al 1946 quando gli ultimi esemplari (della versione ASR) di base a Malta vennero definitivamente radiati.

## Versioni
I dati sulle versioni sono tratti da Enciclopedia l'Aviazione e da www.historyofwar.org.
- Vickers Type 284: designazione del prototipo (primo volo il 13 agosto 1939).
- Warwick B Mk I: prima versione di produzione; motorizzata con i radiali Pratt & Whitney Double Wasp (R-2800-S1A4-G), venne ordinata in 150 esemplari dei quali solo 16 vennero completati ed utilizzati per test di varia natura.
- Warwick C Mk I: (Type 456) Velivoli della serie B Mk I modificati sulle linee di montaggio ed utilizzati dalla BOAC nelle rotte del Nordafrica e del Mediterraneo. In un secondo tempo gli stessi velivoli vennero passati in carico alla RAF.
- Warwick ASR: lotto di 40 B Mk I modificati e destinati a compiti di soccorso marittimo (dall'inglese Air-Sea Rescue); trasportavano due set di equipaggiamento da soccorso Lindholme. Questi velivoli mantenevano la possibilità di essere impiegati come bombardieri.
- Warwick ASR (Stage A): seconda serie di 10 B Mk I dedicati al soccorso marittimo; oltre all'equipaggiamento in dotazione ai velivoli della prima serie ASR, trasportavano agganciata al ventre della fusoliera una scialuppa di salvataggio (di tipo Mk I).
- Warwick ASR (Stage B): terza serie (ancora una volta composta da esemplari di B Mk I modificati in corso di produzione) di 20 velivoli destinati al soccorso marittimo; in questo caso, oltre all'equipaggiamento dei velivoli ASR Stage A, venne installato un radar ASV (Air to Surface Vessel) per la ricerca di navi in superficie.
- Warwick ASR Mk I: (Type 462) Serie di 205 esemplari appositamente realizzati per il soccorso in mare. Erano in grado di operare (in base all'autonomia richiesta) con la scialuppa Mk I in aggiunta ai Lindholme oppure con la sola (più pesante) scialuppa nella versione Mk II.
- Warwick B Mk II: (Type 413) Un singolo esemplare prodotto (contro i 100 ordinati), prototipo per una seconda versione da bombardamento, ottenuto modificando una cellula di B Mk I. Motorizzato con una coppia di Bristol Centaurus IV.
- Warwick GR Mk II: (Type 469) Versione da ricognizione (General Reconnaissance). A partire dal 1943 ne furono realizzati 118 esemplari. Era prevista la realizzazione di due varianti: la prima in grado di trasportare fino a 12 250 lb di bombe (poco meno di 5 600 kg) e due siluri da 24 in oppure tre da 18 in; la seconda avrebbe dovuto trasportare fino a 15 250 lb di bombe (poco più di 6 900 kg) ed essere equipaggiata con una Leigh light. La seconda variante venne tuttavia abbandonata. In singoli casi alcuni velivoli vennero adattati per il trasporto di cariche di profondità e di razzi. I velivoli della versione GR Mk II prestarono servizio solamente in reparti di conversione operativa e non furono mai utilizzati in combattimento.
- Warwick GR Mk II Met: Lotto di 19 velivoli ordinati per lo svolgimento di compiti di ricognizione meteorologica, di cui solo 14 effettivamente realizzati. Privati della torretta armata anteriore, sostituita con una prua completamente vetrata, e dei sistemi di bombardamento, sostituiti con impianto per l'ossigeno per le quote elevate.
- Warwick B Mk III: (Type 447) Versione quadrimotore del Warwick. Il velivolo, ordinato nel 1941, in ragione della notevole diversità rispetto al progetto originale venne successivamente identificato come Vickers Windsor.
- Warwick C Mk III: (Type 460) Versione da trasporto, derivata da un esemplare di B Mk I. Rimosso l'armamento, ricavando uno sportello ventrale per il lancio di paracadutisti, il Warwick poteva trasportare 24 soldati completamente equipaggiati, 10 passeggeri (in una sorta di versione VIP oppure esclusivamente materiali. Equipaggiata con motori Pratt & Whitney Double Wasp.
- Warwick GR Mk V: (Type 474) Versione da ricognizione, prodotta in 210 esemplari. Nel muso alloggiava un radar ASV, era dotata di Leigh light (disposta in postazione ventrale) ed equipaggiamenti antisommergibile; era motorizzata con Bristol Centaurus VII.
- Warwick ASR Mk VI: (Type 485) Versione per il soccorso marittimo. Realizzata in 94 esemplari, incorporava modifiche di dettaglio rispetto alla versione ASR Mk I; equipaggiata con motori Pratt & Whitney Double Wasp R-2800-2SBG.

## Utilizzatori

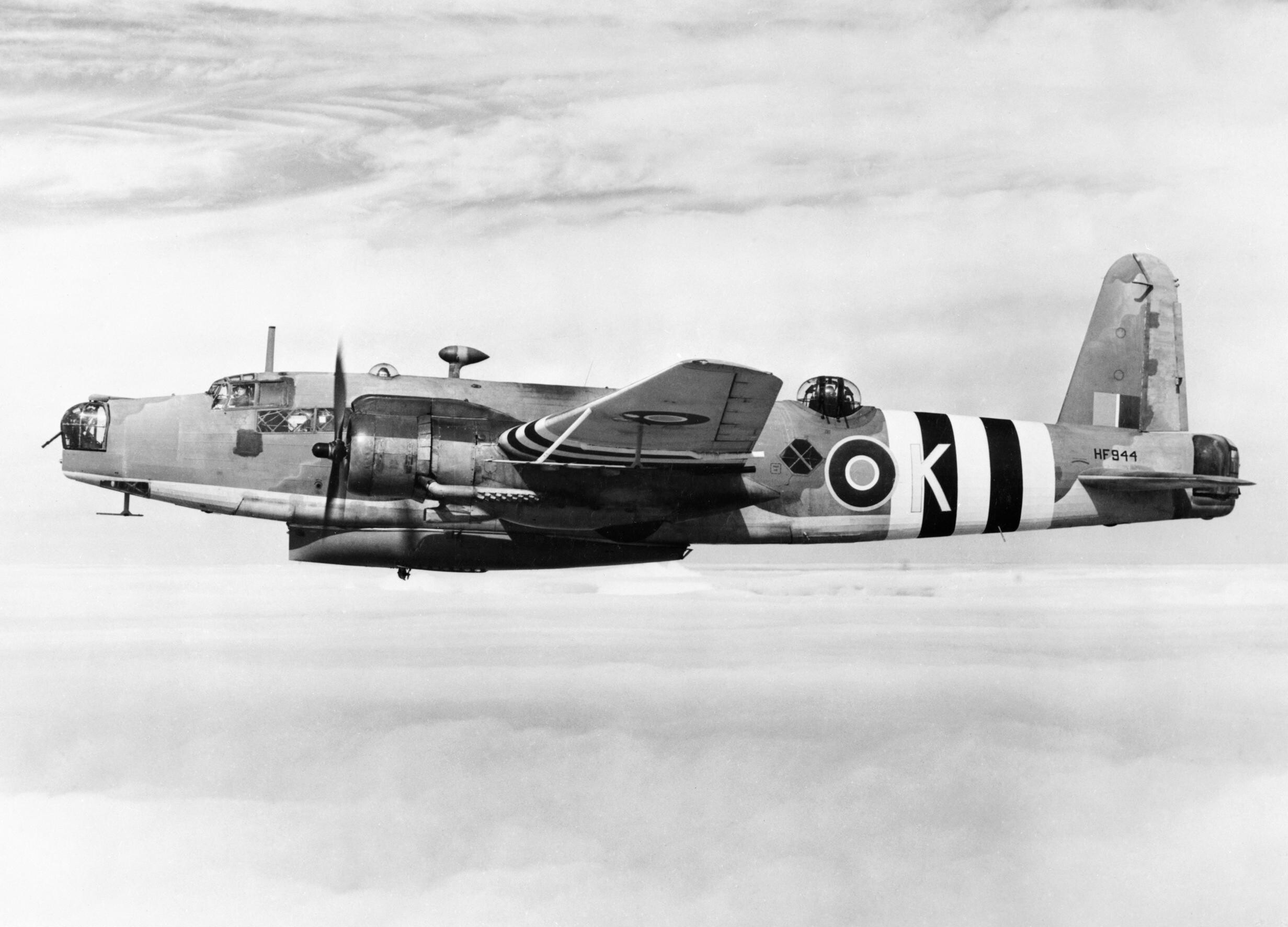
Wickers Warwick

### Militari
Regno Unito
- Royal Air Force

 Polonia
- Polskie Siły Powietrzne in esilio nel Regno Unito, inquadrata nella Royal Air Force

 Sudafrica
- Suid-Afrikaanse Lugmag

### Civili
Regno Unito
- BOAC